# クレイ郡 (ミシシッピ州)
クレイ郡（Clay County）は、アメリカ合衆国ミシシッピ州の郡である。人口は1万8636人（2020年）。郡庁所在地はウェストポイントである。名称はケンタッキー州選出アメリカ合衆国上院議員及び19世紀のアメリカ合衆国国務長官である、有名なアメリカ人政治家ヘンリー・クレイに敬意を表して付けられた。

## 地理
アメリカ合衆国統計局によると、この郡は総面積1,077 km2 (416 mi2) である。このうち1,058 km2 (409 mi2) が陸地で19 km2 (7 mi2) が水地域である。総面積の1.79%が水地域となっている。

## 人口動勢
2000年現在の国勢調査で、この郡は人口21,979人、8,152世帯、及び5,885家族が暮らしている。人口密度は21/km2 (54/mi2) である。8/km2 (22/mi2) の平均的な密度に8,810軒の住宅が建っている。この郡の人種的な構成は白人42.82%、アフリカン・アメリカン56.33%、先住民0.05%、アジア0.16%、太平洋諸島系0.01%、その他の人種0.21%、及び混血0.42%である。この人口の0.86%はヒスパニックまたはラテン系である。
この郡内の住民は28.80%が18歳未満の未成年、18歳以上24歳以下が10.40%、25歳以上44歳以下が26.50%、45歳以上64歳以下が21.10%、及び65歳以上が13.10%にわたっている。中央値年齢は34歳である。女性100人ごとに対して男性は89.10人である。18歳以上の女性100人ごとに対して男性は83.60人である。
この郡の世帯ごとの平均的な収入は27,372米ドルであり、家族ごとの平均的な収入は35,461米ドルである。男性は30,038米ドルに対して女性は19,473米ドルの平均的な収入がある。この郡の一人当たりの収入 (per capita income) は14,512米ドルである。人口の23.50%及び家族の19.20%は貧困線以下である。全人口のうち18歳未満の34.20%及び65歳以上の21.90%は貧困線以下の生活を送っている。

## 都市及び町
- ウェストポイント (West Point)